# ویکسلاف نزوال
ویکسلاف نِـزوال (چکی: Vítězslav Nezval؛ ‏ چکی: [ˈvi:cɛslaf ˈnɛzval]؛ ‏ ۲۶ مهٔ ۱۹۰۰ – ۶ آوریل ۱۹۵۸) نویسنده و شاعر سورئالیست اهل چکسلواکی بود. وی در خانوادگی فرهنگی رشد یافت و پدرش از شاگردان لئوش یاناچک بود. خودش نیز دانش‌اموختهٔ رشتهٔ فلسفه در دانشگاه کارل بود.
وی یکی از پُرکارترین نویسندگان آوانگارد چک و در نیمهٔ نخست قرن بیستم میلادی و همچنین یکی از دو بنیان‌گذاران جنبش فراواقع‌گرایی چکسلواکی بود.